# Stazione di Parco Leonardo
La stazione di Parco Leonardo è una fermata ferroviaria posta sulla linea Roma–Fiumicino a servizio del quartiere Parco Leonardo, nella città di Fiumicino.

## Storia
La fermata, composta da 2 binari di corsa, venne attivata l'11 dicembre 2005. È situata tra le stazioni Fiera di Roma e di Fiumicino Aeroporto, a circa 2,5 km dal vecchio bivio tra la linea per lo scalo aeroportuale e quella diretta alla stazione cittadina di Fiumicino, a servizio dell'omonimo quartiere.

## Movimento passeggeri e ferroviario
È servita dai treni del servizio suburbano FL1. La tipica offerta nelle ore di punta nei giorni lavorativi è di un treno ogni 15 minuti per Fiumicino Aeroporto e Fara Sabina, un treno ogni 30 minuti per Poggio Mirteto e un treno ogni ora per Orte; nei giorni festivi le frequenze sono dimezzate. Si tratta di un'ampia fermata che offre vari servizi tra cui il bar e il servizio bancomat.

## Servizi
La stazione dispone di:
- Bar nelle vicinanze all'interno dell'adiacente centro commerciale

## Interscambi
- Fermata autobus Trotta bus servizio trasporto pubblico locale del Comune di Fiumicino